# Agapanthia angelicae
Agapanthia angelicae är en skalbaggsart som beskrevs av Edmund Reitter 1898. Agapanthia angelicae ingår i släktet Agapanthia och familjen långhorningar.
Artens utbredningsområde är:
- Iran.
- Kazakstan.

Inga underarter finns listade i Catalogue of Life.